# Chronologie du bassin minier du Nord-Pas-de-Calais au XXIe siècle
La chronologie du bassin minier du Nord-Pas-de-Calais au XXIe siècle est marquée par le classement ou l'inscription aux monuments historiques de nombreux vestiges de l'exploitation minière, par l'acceptation via des arrêtés issus du ministère de l'Industrie de la renonciation par Charbonnages de France à la plupart des concessions, par l'inscription sur la liste du patrimoine mondial de l'Unesco de 353 éléments répartis sur 109 sites le 30 juin 2012, et enfin, de l'inauguration du Louvre-Lens le 4 décembre 2012 sur le site de la fosse no 9 des mines de Lens, étant un projet important de la reconversion du bassin minier.

## Années 2000

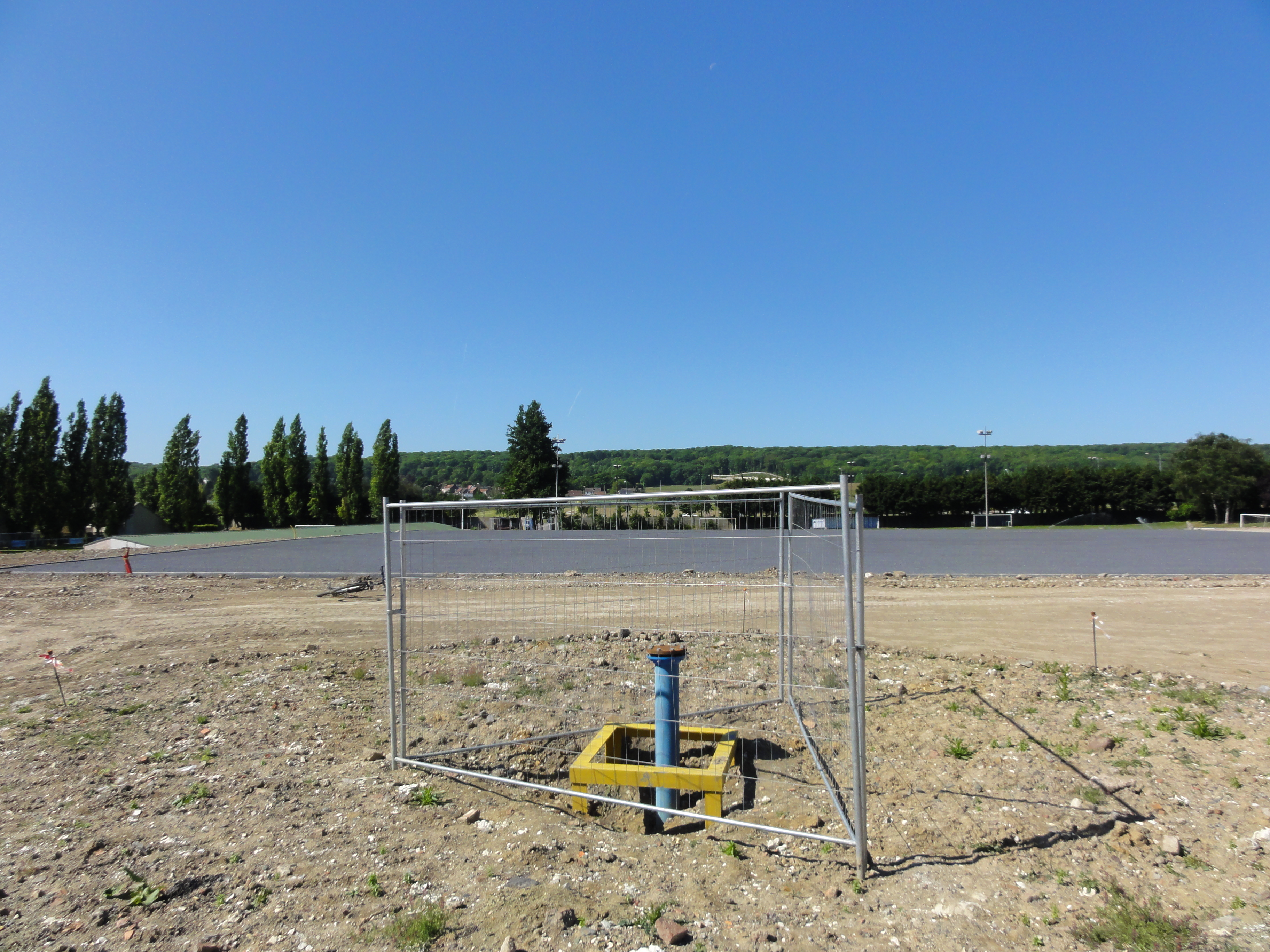
Le site du puits no 1 bis en 2011.

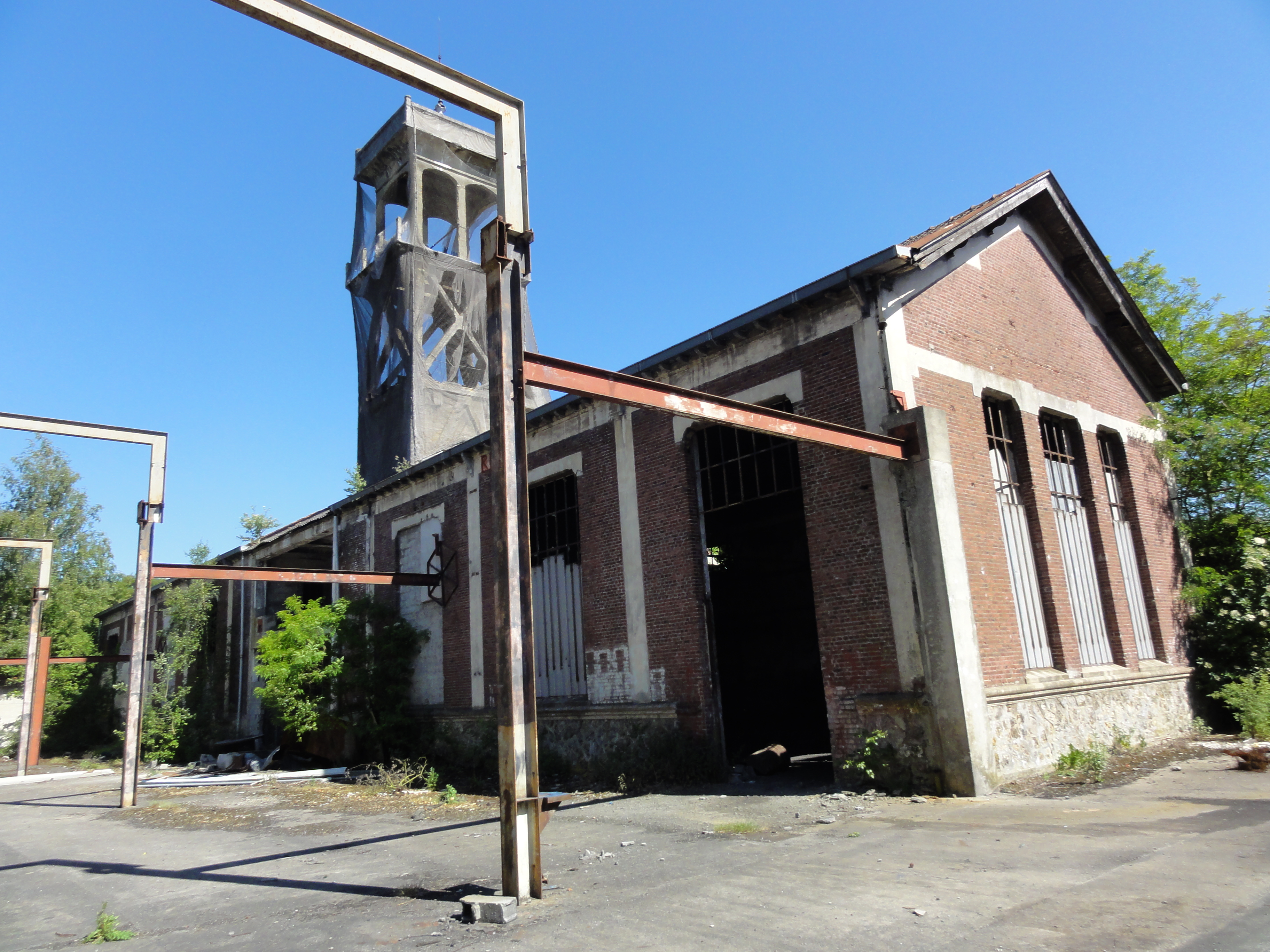
Vue arrière de la fosse no 6 en 2011.

### 2002
- Les puits nos 1 et 1 bis de la fosse no 1 - 1 bis des mines de Vimy-Fresnoy à Vimy sont serrementés, 78 ans après l'abandon de la fosse[Y 1].

### 2004
- 21 juillet : un arrêté accepte la renonciation par Charbonnages de France à la concession de Crespin[X 1].
- 30 septembre : un arrêté accepte la renonciation par Charbonnages de France à la concession de Vimy-Fresnoy[X 2].
- 23 novembre : le chevalement de la fosse no 6 des mines de Lens à Haisnes et ses bâtiments attenants sont inscrits aux monuments historiques[Z 1].

### 2005
- 7 février : un arrêté accepte la renonciation par Charbonnages de France à la concession de Fléchinelle[X 3].
- 22 mars : un arrêté accepte la renonciation par Charbonnages de France à la concession de Marly[X 4].
- 24 novembre : un arrêté accepte la renonciation par Charbonnages de France à la concession de Dourges[X 5].
- 13 juillet : un arrêté accepte la renonciation par Charbonnages de France à la concession d'Auchy-au-Bois[X 6].

### 2006
- 26 janvier : des arrêtés acceptent la renonciation par Charbonnages de France aux concession d'Hasnon[X 7] et de Vicoigne[X 8].
- 17 février : des arrêtés acceptent la renonciation par Charbonnages de France aux concessions de Flines-lez-Raches[X 9], de Denain[X 10] et d'Ostricourt[X 11].
- 23 mars : un arrêté accepte la renonciation par Charbonnages de France à la Courcelles-lez-Lens[X 12].
- 26 avril : un arrêté accepte la renonciation par Charbonnages de France à la concession de Drocourt[X 13].
- 15 mai : des arrêtés acceptent la renonciation par Charbonnages de France aux concessions de Bruille[X 14] et de Carvin[X 15].
- 23 juin : un arrêté accepte la renonciation par Charbonnages de France à la concession de Douchy[X 16].
- 12 juillet : un arrêté accepte la renonciation par Charbonnages de France à la concession de l'Escarpelle[X 17].
- 24 octobre : des arrêtés acceptent la renonciation par Charbonnages de France aux concessions de Courrières[X 18] et de Liévin[X 19].
- 28 septembre : des arrêtés acceptent la renonciation par Charbonnages de France aux concessions de Château-l'Abbaye[X 20], d'Azincourt[X 21], de Saint-Aybert[X 22] et de Douvrin[X 23].
- 22 novembre : des arrêtés acceptent la renonciation par Charbonnages de France aux concessions de Saint-Saulve[X 24], d'Aniche[X 25], d'Escautpont[X 26] et de Meurchin[X 27].

### 2007
- 15 janvier : des arrêtés acceptent la renonciation par Charbonnages de France aux concessions de Fresnes[X 28] et d'Anzin[X 29].
- 26 janvier : des arrêtés acceptent la renonciation par Charbonnages de France aux concessions de Lens[X 30] et de Camblain-Châtelain[X 31].
- 21 mars 2007 : des arrêtés acceptent la renonciation par Charbonnages de France aux concessions d'Odomez[X 32], et de Thivencelle[X 33].
- avril : Gérard Dumont publie le premier volume des trois âges de la mine, intitulé « Le temps des pionniers », couvrant la période allant de 1720 à 1830[TA 1].
- 20 avril : des arrêtés acceptent la renonciation par Charbonnages de France aux concessions de Raismes[X 34], d'Hardinghen[X 35] et de Ferques[X 36].
- 2 juillet : des arrêtés acceptent la renonciation par Charbonnages de France aux concessions de Bully-Grenay[X 37] et de Nœux[X 38].
- septembre : Virginie Debrabant et Gérard Dumont publient le deuxième volume des trois âges de la mine, intitulé « L'ère du charbon roi », couvrant la période allant de 1830 à 1914[TB 1].
- 3 septembre : un arrêté accepte la renonciation par Charbonnages de France à la concession de Cauchy-à-la-Tour[X 39].
- 25 septembre : des arrêtés acceptent la renonciation par Charbonnages de France aux concessions de Flines-lez-Raches[X 40], de Marles[X 41] et de Ferfay[X 42].
- 22 octobre : un arrêté accepte la renonciation par Charbonnages de France à la concession de Bruay[X 43].
- décembre : Virginie Debrabant publie le troisième et dernier volume des trois âges de la mine, intitulé « De l'apogée au déclin », couvant la période de 1914 à 1990[TC 1].

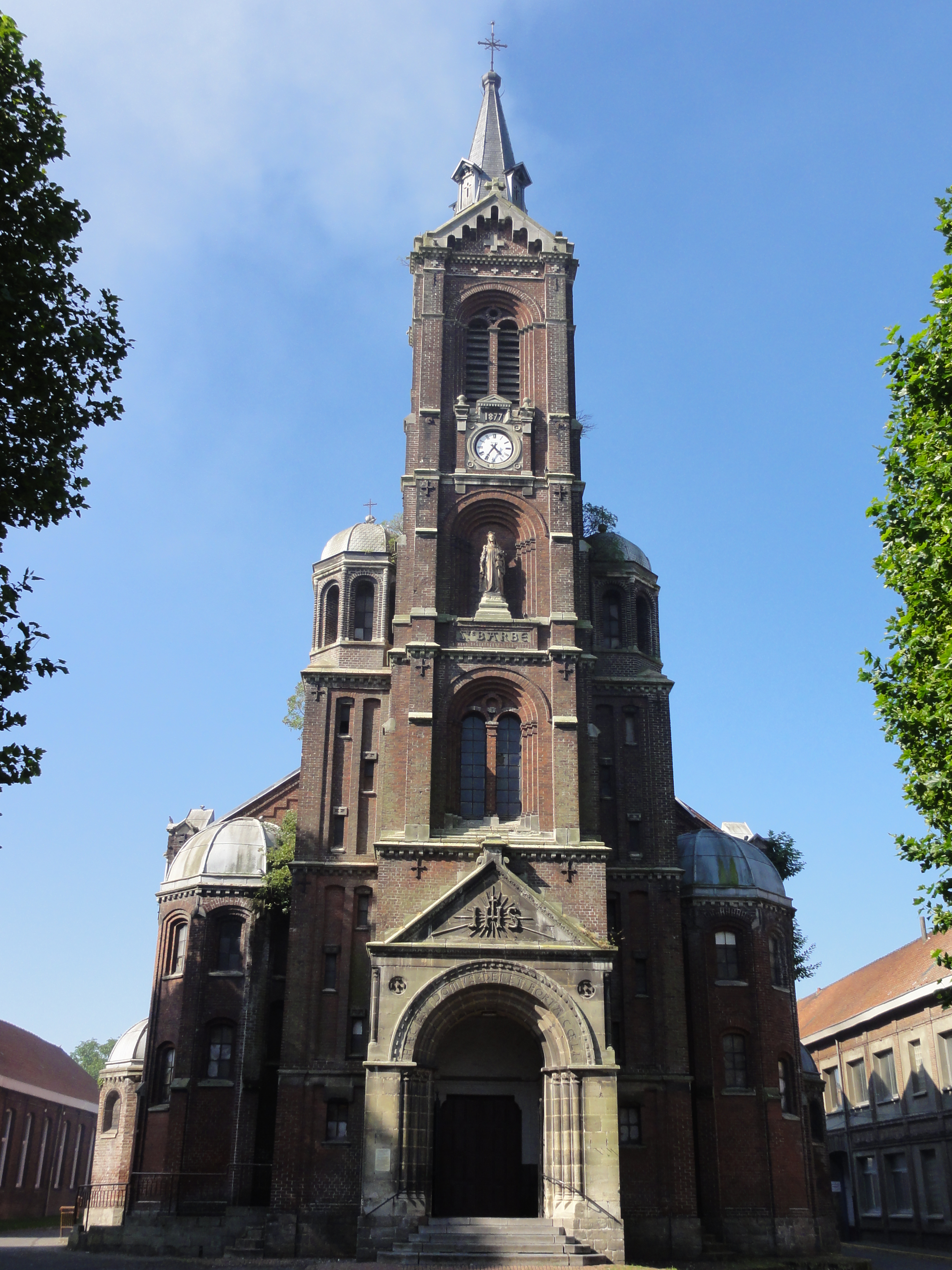
L'église Sainte-Barbe.

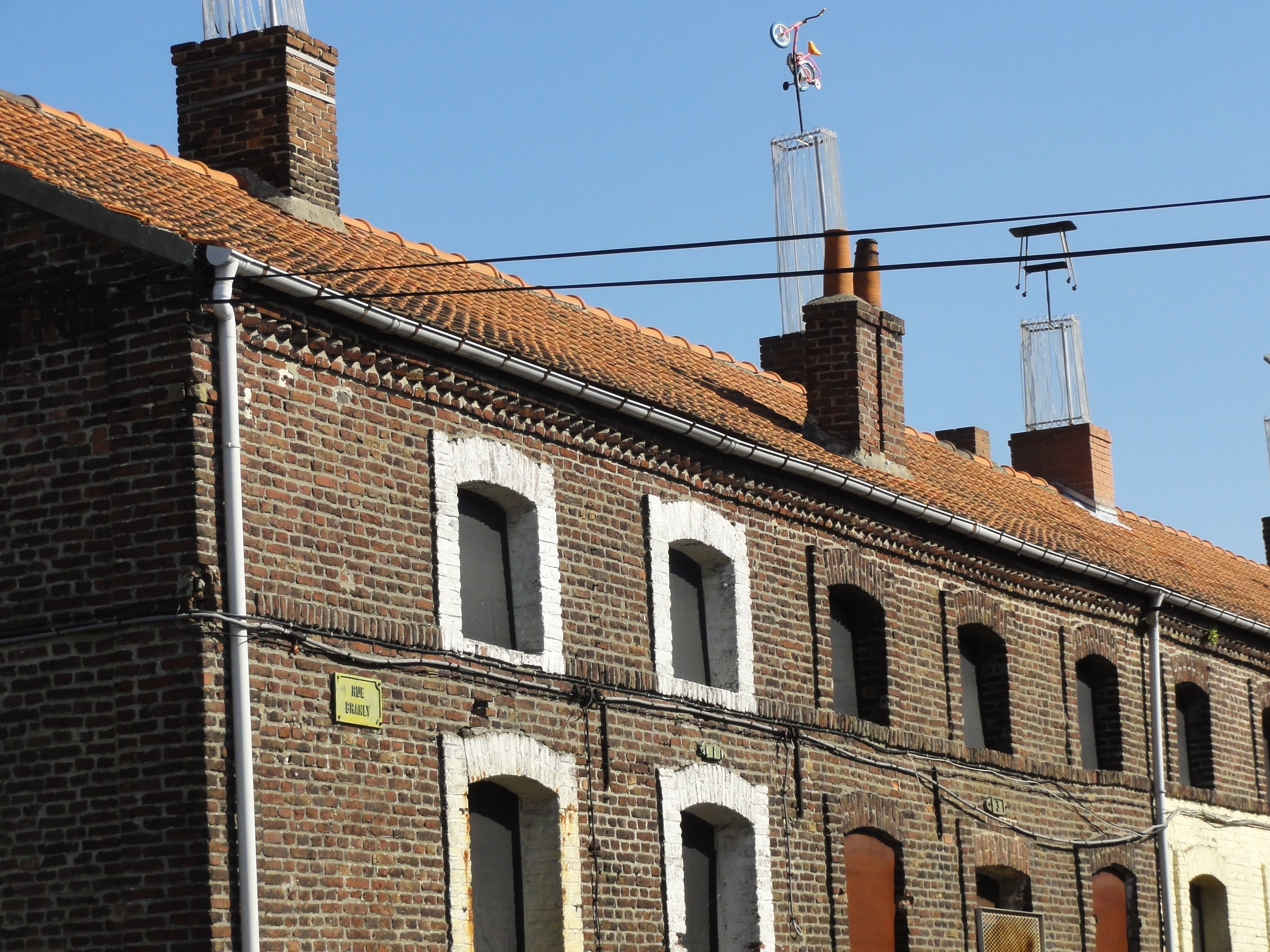
La cité des Électriciens.

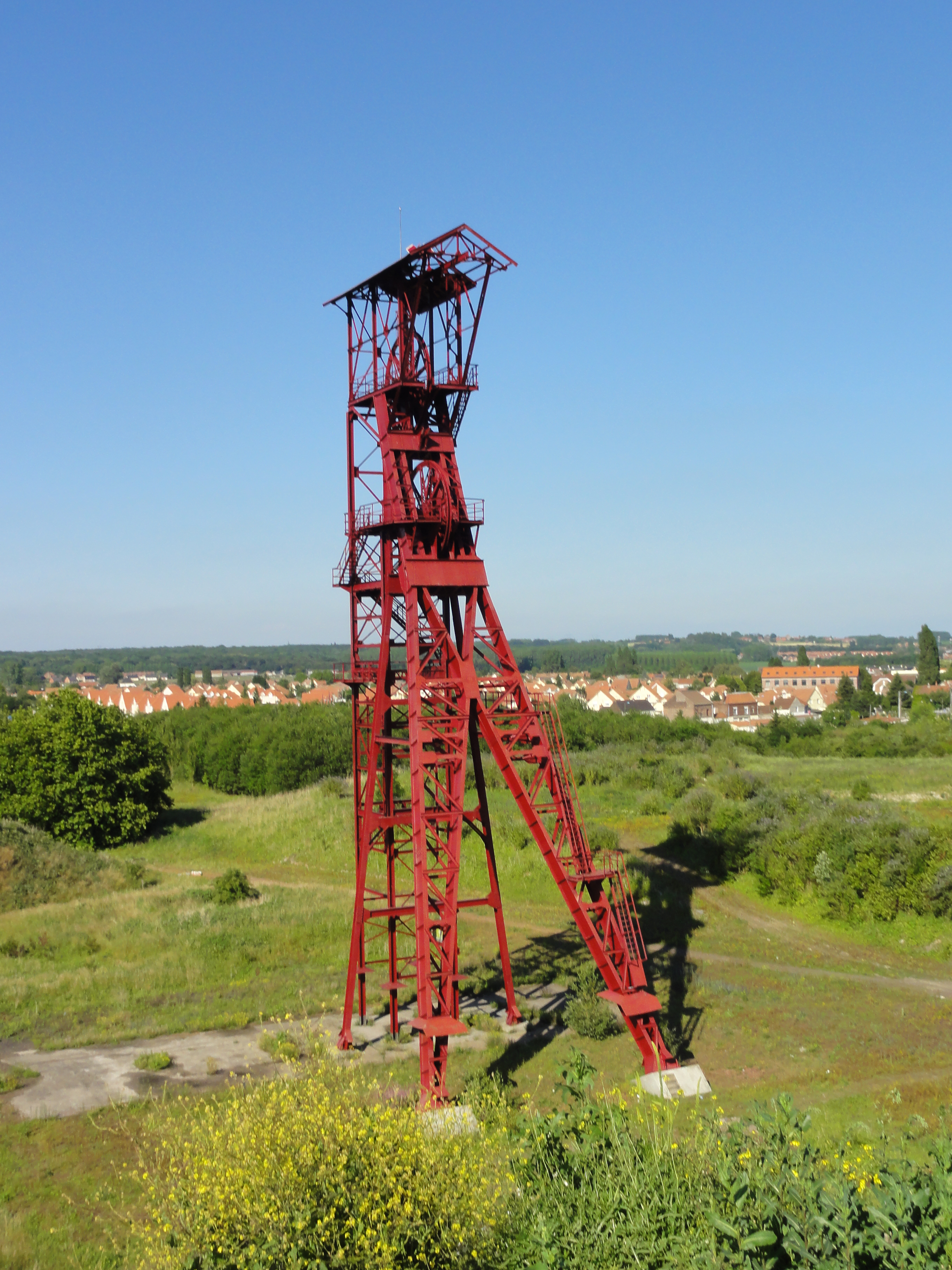
Le chevalement du puits no 8.

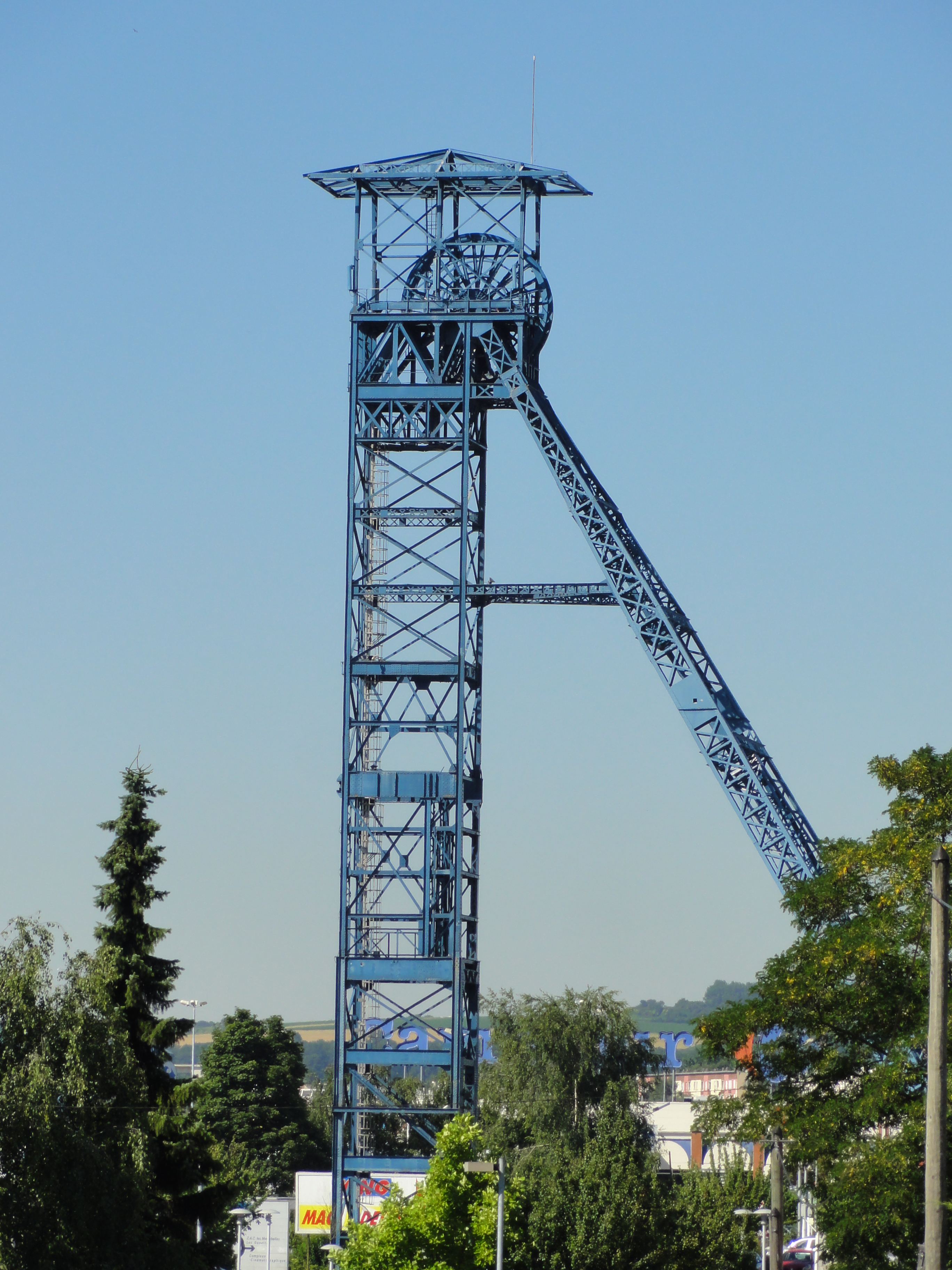
Le chevalement du puits no 1 bis.

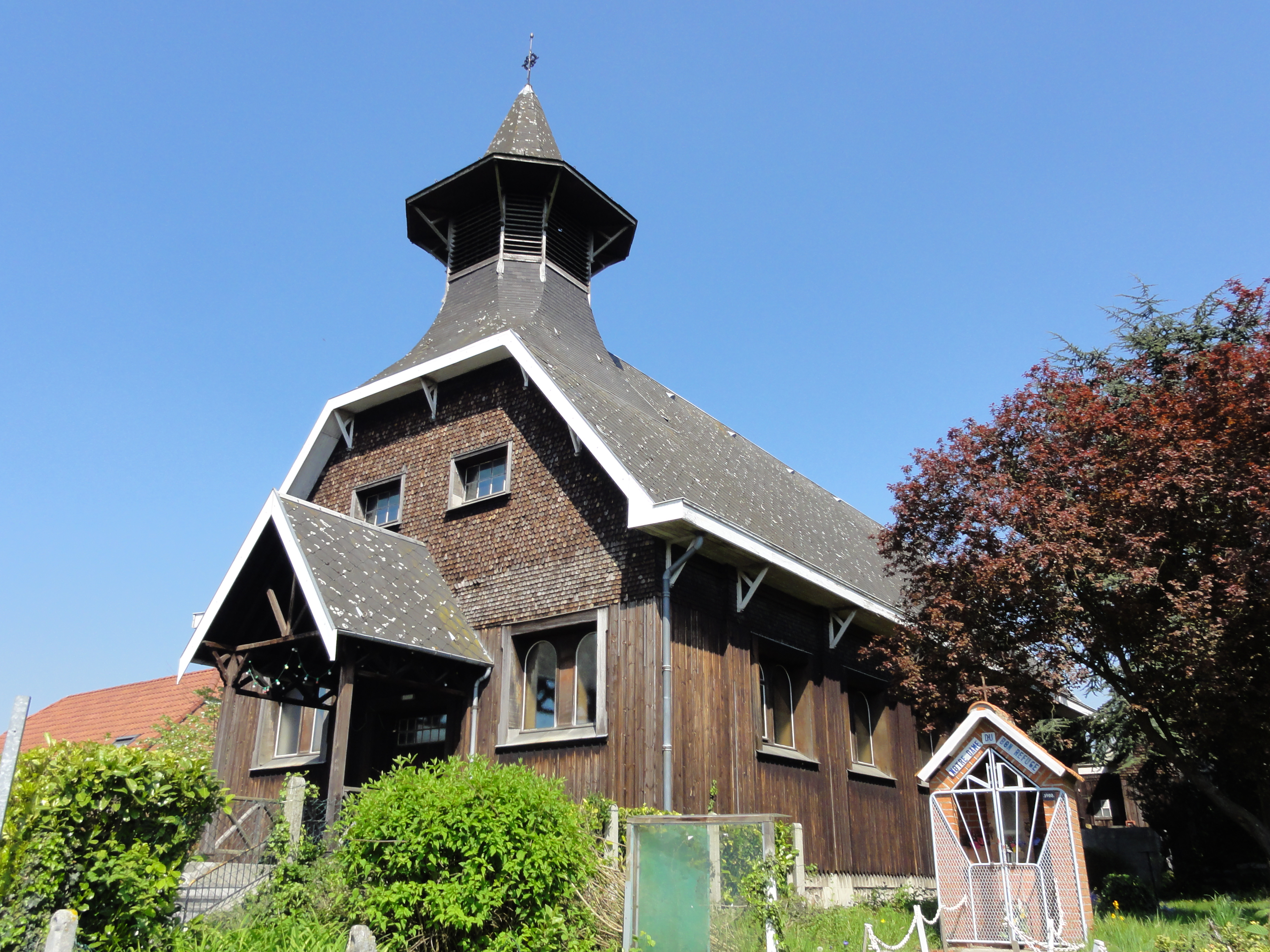
L'église Sainte-Cécile.

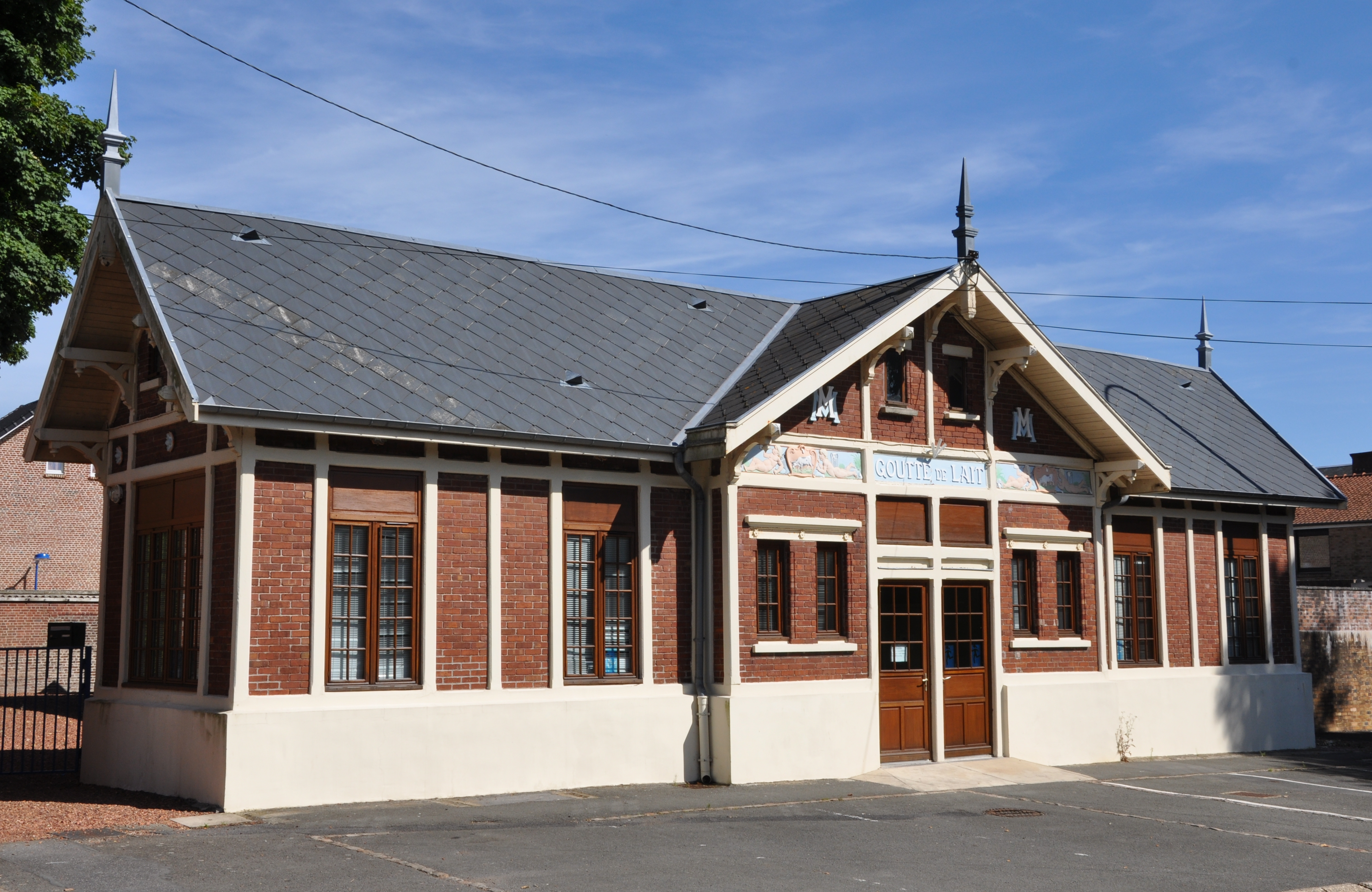
La goutte de lait.

### 2009
- 9 octobre : 
  - Les façades et les toitures du château toitures du château Dampierre à Anzin, ainsi que le sol en marqueterie de marbre de l'entrée, le vestibule central et l'escalier, la voûte qui soutient le vestibule, l'escalier avec sa rampe, l'allée d'accès depuis le boulevard Dampierre avec le portail d'entrée et son pavillon de gardien, et le parc, sont inscrits aux monuments historiques[Z 2].
  - Les façades et les toitures, la cage de l'escalier d'honneur et ses vitraux, la salle des mariages, la salle du conseil municipal et son vestibule avec leurs décors au premier étage de l'hôtel de ville de Carvin, sont inscrits aux monuments historiques. Cet arrêté annule le précédent du 12 mai 1997 qui inscrivait la cage de l'escalier d'honneur avec ses vitraux[Z 3].
  - Les façades et les toitures, le décor du vestibule du rez-de-chaussée et de la cage de l'escalier d'honneur avec son vitrail et sa rampe, la grande salle du conseil avec son décor et la peinture de Massy au premier étage, le portail et les grilles d'entrée ainsi que le parc de l'hôtel de ville de Bruay-la-Buissière sont inscrits aux monuments historiques[Z 4].
  - L'église Saint-Louis des cités de la fosse no 5 - 5 bis des mines de Béthune à Grenay, en totalité, est inscrite aux monuments historiques[Z 5].
  - L'ancien bâtiment de la salle des pendus et des bains-douches de la fosse no 12 des mines de Lens à Loos-en-Gohelle en totalité est inscrit aux monuments historiques[Z 6].
  - Le monument à Charles Mathieu, bâti à Lourches près de la fosse Saint-Mathieu des mines de Douchy, est inscrit aux monuments historiques[Z 7].
  - Les façades et les toitures de l'hôtel de ville de Mazingarbe, l'ancien château Mercier et habitation du directeur de la Compagnie des mines de Béthune, et ses annexes, le parc avec ses bassins, les escaliers, les éléments décoratifs, les communs et les clôtures (le portail principal et les murs attenants) sont inscrits aux monuments historiques[Z 8].
  - L'église Sainte-Barbe près de la fosse no 1 - 1 bis des mines de Nœux à Nœux-les-Mines est inscrite aux monuments historiques[Z 9].
  - L'église Saint-Louis près de la fosse no 2 des mines de Drocourt à Rouvroy en totalité est inscrite aux monuments historiques[Z 10].
  - Le monument aux victimes de la catastrophe de Courrières à Sallaumines en totalité est inscrit aux monuments historiques[Z 11].
- 23 octobre :
  - Le chevalement de la fosse no 13 bis des mines de Lens à Bénifontaine et son bâtiment, en totalité, sont inscrits aux monuments historiques[Z 12].
  - Les façades et les toitures de l'ancien centre médical et de patronage des cités de la fosse Notre-Dame des mines d'Aniche à Waziers, aujourd'hui centre social et culturel Henri Martel, sont inscrites aux monuments historiques[Z 13].
  - Les façades et les toitures de l'ancien groupe scolaire de la cité notre-Dame de la fosse Notre-Dame des mines d'Aniche à Waziers, aujourd'hui école maternelle Frédéric Chopin, écoles primaires Nicolas Copernic et Marie Curie Sklodowska, sont inscrites aux monuments historiques[Z 14].
- 9 novembre : le bâtiment de la machine d'extraction de la fosse no 2 des mines d'Ostricourt à Oignies avec l'ensemble de son dispositif technique (machine à vapeur et pont roulant), en totalité, est classé aux monuments historiques[Z 15].
- 23 novembre : L'église Sainte-Barbe et son annexe, en totalité, sont classés aux monuments historiques. Il s'agit de l'ancienne fosse La Sentinelle des mines d'Anzin à La Sentinelle[Z 16].
- 25 novembre : 
  - Les façades et toitures de l'ensemble de la cité des Électriciens, à Bruay-la-Buissière, près de la fosse no 1 - 1 bis des mines de Bruay, sont inscrites aux monuments historiques[Z 17].
  - L'église Saint-Stanislas de la Compagnie des mines de Dourges à Dourges en totalité, et les façades et les toitures de son presbytère, situé cité Bruno sans numérotation, sont inscrits aux monuments historiques[Z 18].
  - Le chevalement du puits no 8 de la fosse no 8 - 8 bis des mines de Dourges à Évin-Malmaison est inscrit aux monuments historiques[Z 19].
  - Les façades et les toitures de la salle d’œuvres paroissiales Saint-Pierre de la cité no 11 de la fosse no 11 - 19 des mines de Lens, à Lens, sont inscrits aux monuments historiques. Cet arrêté est modifié par celui du 12 janvier 2010[Z 20].
  - Les façades et les toitures des écoles maternelles et primaire Louis Pasteur et de l'ancien dispensaire de la cité no 11 de la fosse no 11 - 19 des mines de Lens, à Lens, sont inscrits aux monuments historiques[Z 21].
  - L'église Saint-Édouard en totalité, ainsi que les façades et les toitures de son presbytère, situés à Lens dans les cités de la fosse no 12 des mines de Lens, sont inscrits aux monuments historiques[Z 22].
  - La mine-image de la fosse no 2 des mines d'Ostricourt, en totalité, avec l'ensemble de ses galeries souterraines et extérieures et avec ses dispositifs techniques servant à la formation des mineurs, située sous le terril no 115A et aux abords, sur les territoires des communes d'Oignies et de Libercourt, est inscrite aux monuments historiques[Z 23].
  - Le chevalement métallique du puits no 1 bis de la fosse no 1 - 1 bis - 1 ter des mines de Liévin à Liévin est inscrit aux monuments historiques[Z 24].
  - Le temple protestant de Liévin et ses annexes, en totalité, ainsi que les façades et toitures de son presbytère, sont inscrits aux monuments historiques[Z 25].
  - Le chevalement de la fosse no 9 des mines de l'Escarpelle à Roost-Warendin en totalité est inscrit aux monuments historiques[Z 26].
  - Les façades et les toitures du presbytère polonais de l'église Saint-Louis de la cité Nouméa de la Compagnie des mines de Drocourt à Rouvroy sont inscrites aux monuments historiques[Z 27].
- 1er décembre : 
  - Les façades et les toitures de l'ancienne clinique-maternité Sainte-Barbe de la Compagnie des mines de Béthune à Bully-les-Mines, comprenant un bâtiment principal et un bâtiment annexe à l'arrière, sont inscrites aux monuments historiques[Z 28].
  - Les façades, les toitures et les parties suivantes de l'aile principale sur le jardin des grands bureaux de la Compagnie des mines de Lens à Lens sont inscrits aux monuments historiques : le vestibule d'entrée et les deux grandes salles du rez-de-chaussée avec leurs décors, la cage d'escalier avec sa rampe et ses vitraux, les pièces et les couloirs du premier étage avec leurs décors correspondant aux bureaux et salles de la direction, le pavillon d'entrée dit de la paye et le jardin avec ses murs de clôture[Z 29].
  - Les façades et les toitures du groupe scolaire Jean Macé, dans les cités de la fosse no 12 des mines de Lens, à Lens, sont inscrites aux monuments historiques[Z 30].
  - Le monument aux morts de la Compagnie des mines de Lens, à Lens, avec son square et son cimetière, sont inscrits aux monuments historiques[Z 31].
  - Les façades et les toitures de l'ancien logement des sœurs, dans les cités de la fosse no 12 des mines de Lens, à Lens, sont inscrites aux monuments historiques[Z 32].
  - Les façades et les toitures des grands bureaux et des ateliers centraux près de la fosse no 1 - 1 bis des mines de Nœux à Nœux-les-Mines sont inscrites aux monuments historiques[Z 33].
  - Les façades et les toitures des bâtiments et de l'enceinte de l'ancien carreau de la fosse no 1 - 1 bis des mines de Nœux à Nœux-les-Mines, comprenant le bâtiment de la machine d'extraction du puits no 1 bis avec ses dispositifs techniques encore en place, les ateliers qui lui sont accolés, les magasins et les écuries situés à l'arrière du carreau et le garage en béton situé à l'entrée du carreau sur la rue Nationale, et l'enceinte en briques sur la rue Nationale avec sa guérite d'entrée, sont inscrits aux monuments historiques[Z 34].
  - Les façades et les toitures de l'église Sainte-Cécile et de son presbytère sont inscrites aux monuments historiques. Ces deux éléments ont été bâtis pour les mineurs de la fosse Sabatier des mines d'Anzin à Raismes[Z 35].
  - Les façades et les toitures du Coron de l'Église, bâti à La Sentinelle près de la fosse La Sentinelle des mines d'Anzin, sont inscrites aux monuments historiques[Z 36].
  - Les façades et les toitures de l'ancienne école ménagère des cités de la fosse Arenberg des mines d'Anzin à Wallers sont inscrites aux monuments historiques[Z 37].
- 3 décembre : Les façades et les toitures de la salle des fêtes des cités de la fosse Arenberg des mines d'Anzin à Wallers, avec le décor du vestibule et du tambour d'entrée, avec leurs portes et le mur de scène avec son décor sculpté, sont inscrits aux monuments historiques[Z 38].
- 18 décembre : les façades et les toitures de la goutte de lait des mines de Marles à Auchel sont inscrites aux monuments historiques[Z 39].
- 21 décembre : la tour et le bâtiment d'extraction du puits no 19 de la fosse no 11 - 19 des mines de Lens à Loos-en-Gohelle en totalité avec l'ensemble de son dispositif technique, et le chevalement et le bâtiment d'extraction du puits no 11 avec l'ensemble de son dispositif technique, le bâtiment des machines du puits no 11 avec l'ensemble de son dispositif technique, sont classés aux monuments historiques. Cet arrêté annule le précédent en date du 6 mai 1992 qui inscrivait aux monuments historiques le chevalement et la tour d'extraction[Z 40].

## Années 2010

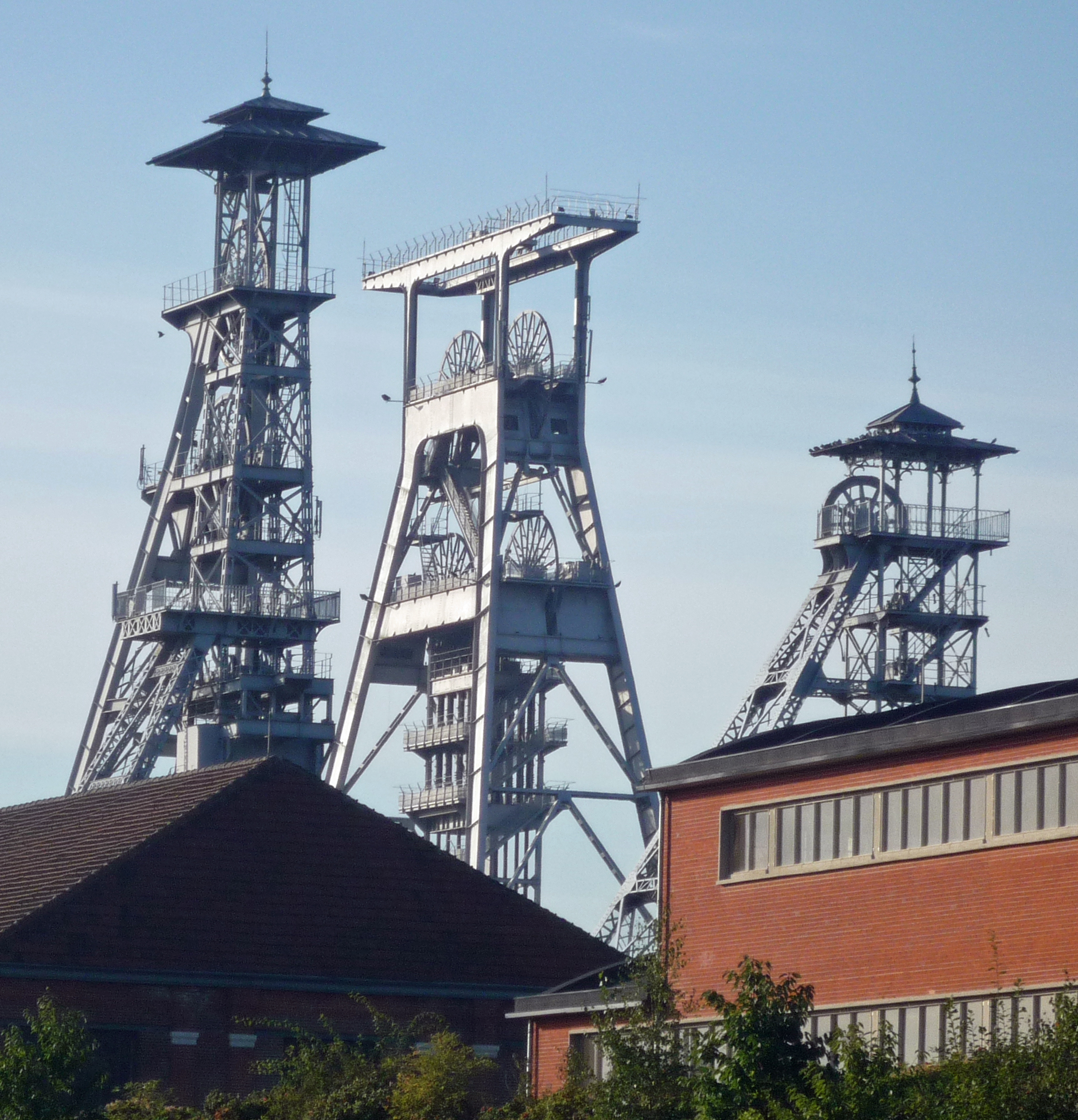
Les chevalements de la fosse Arenberg.

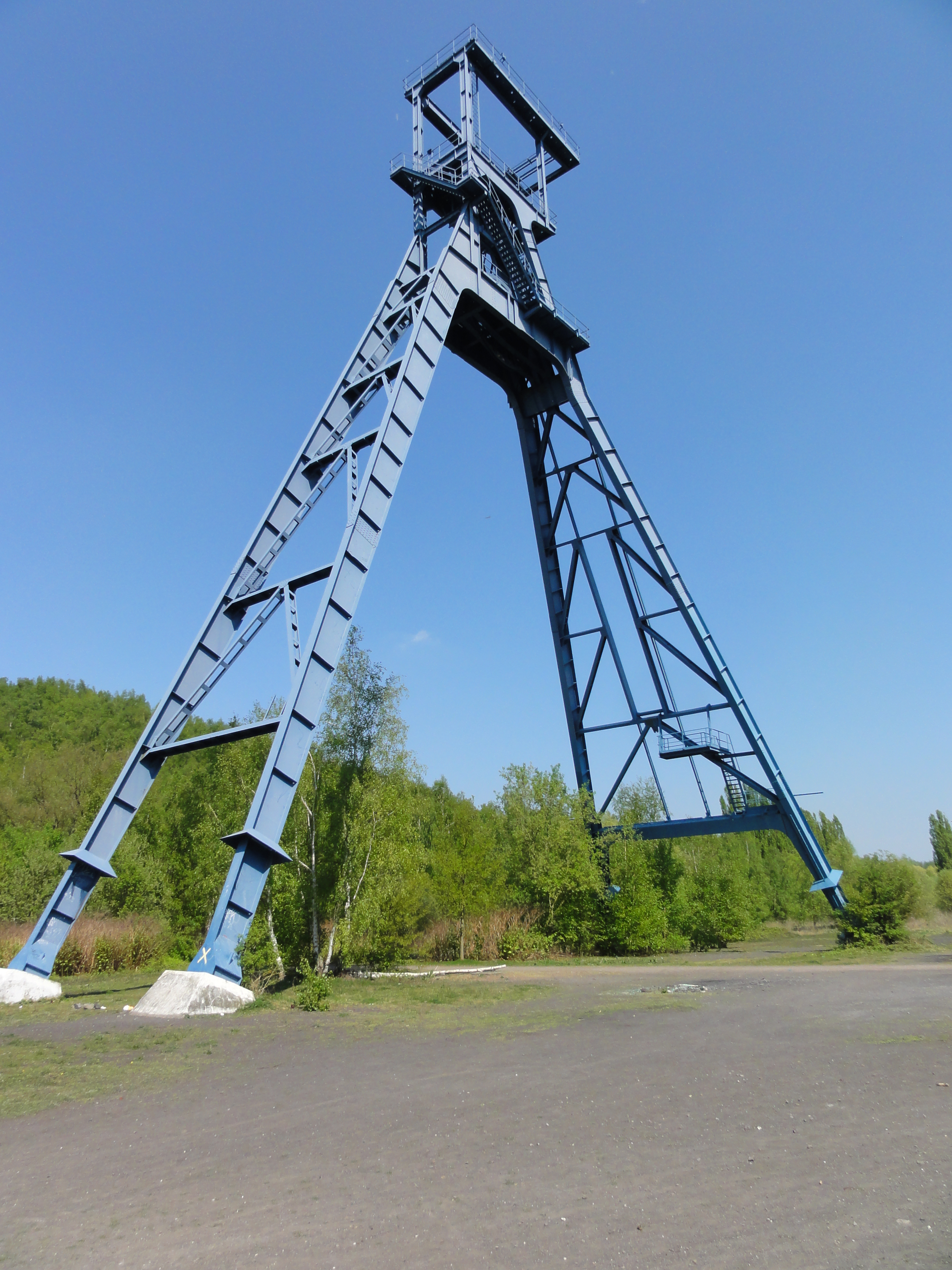
Le chevalement du puits Sabatier no 2.

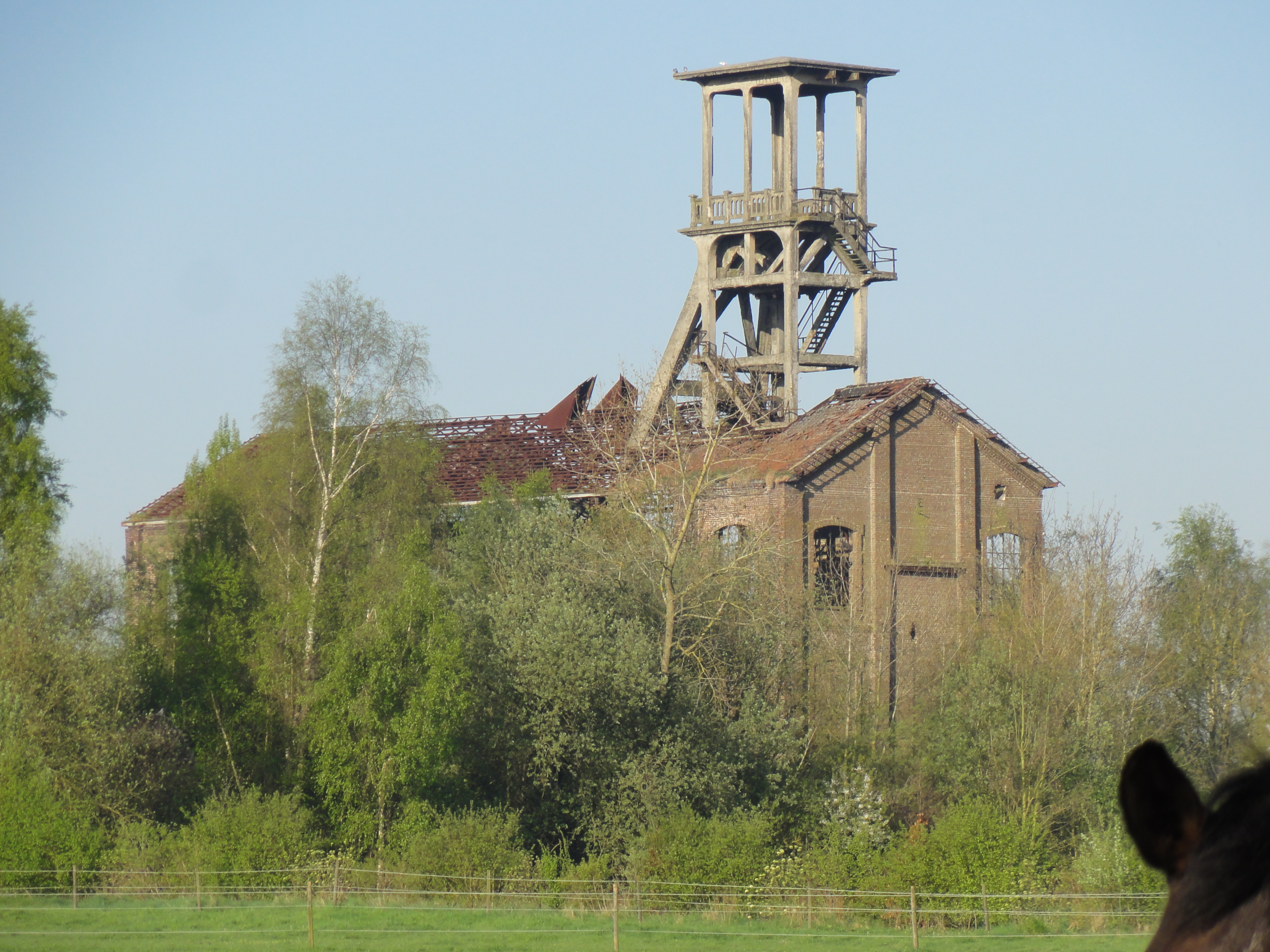
La fosse no 2.

### 2010
- 12 janvier : 
  - Les façades et les toitures du pavillon d'entrée des grands bureaux de la Compagnie des mines de Thivencelle à Fresnes-sur-Escaut sont inscrites aux monuments historiques[Z 41].
  - Les façades et les toitures de la société de secours mutuels des ouvriers et employés des mines de Béthune et la maison du médecin-chef, à Grenay, sont inscrits aux monuments historiques. L'arrêté du 18 mars 2010 apporte une modification[Z 42].
  - Les façades et les toitures de l'ancienne pharmacie centrale de la Compagnie des Mines de Vicoigne-Nœux-Drocourt à Nœux-les-Mines sont inscrites aux monuments historiques[Z 43].
  - Les façades et les toitures du presbytère français de l'église Saint-Louis de la cité Nouméa de la Compagnie des mines de Drocourt à Rouvroy sont inscrites aux monuments historiques[Z 44].
- 22 février : la fosse Arenberg des mines d'Anzin à Wallers, en totalité, comprenant les immeubles suivants : le puits no 1 avec son chevalement, ses bâtiments (ancien bâtiment de recette et bâtiment actuel de la machine d'extraction) et les dispositifs techniques qu'ils contiennent ; le puits no 2 avec son chevalement, son sous-sol, ses bâtiments (bâtiment de recette, bâtiment de la machine d'extraction, bâtiment des compresseurs, ateliers, vestiges des ventilateurs et de la galerie d'aérage reliant le puits no 1 au puits no 2) et les dispositifs techniques qu'ils contiennent ; le puits no 3 - 4 avec son chevalement, son bâtiment de recette y compris le moulinage, ainsi que les deux bâtiments symétriques des machines d'extraction et les dispositifs techniques qu'ils contiennent ; le bâtiment contenant les salles des pendus, la lampisterie et les bains-douches ; la passerelle reliant le bâtiment au puits no 3 - 4 ; le poste électrique ; la dynamitière ; les sols et sous-sols s'inscrivant dans un espace encadrant les bâtiments protégés (à l'exception de la dynamitière) selon le plan annexé à l'arrêté, est classée aux monuments historiques. Cet arrêté annule les précédents en date des 6 mai et 2 novembre 1992[Z 45].
- 8 mars : l'église Notre-Dame-des-Mineurs en totalité, bâtie pour les mineurs de la fosse Notre-Dame des mines d'Aniche à Waziers, a été classée aux monuments historiques[Z 46].
- 18 mars :
  - Le chevalement du puits no 2 de la fosse Sabatier des mines d'Anzin à Raismes est inscrit en totalité aux monuments historiques[Z 47].
  - Les façades et les toitures des presbytères français et polonais de l'église Notre-Dame-des-Mineurs à Waziers sont inscrits aux monuments historiques[Z 48].
- 24 mars : l'ancien bâtiment des pendus-bains-douches, en totalité, ainsi que les façades et toitures des anciens ateliers de la fosse no 7 - 7 bis des mines de Nœux à Barlin sont inscrits aux monuments historiques[Z 49].
- 30 août : le chevalement de la fosse no 2 des mines de Flines à Anhiers ainsi que les bâtiments d'extraction sont inscrits aux monuments historiques[Z 50].
- 21 septembre : la totalité des installations de la fosse Delloye des mines d'Aniche à Lewarde, constituant le centre historique minier, est classé aux monuments historiques[Z 51].
- 22 septembre : 
  - La fosse Mathilde des mines d'Anzin à Denain, avec sa rampe d'accès, en totalité, est inscrite aux monuments historiques[Z 52].
  - Les façades et les toitures de l'ancienne coopérative des ouvriers mineurs de la Compagnie des mines de Vicoigne-Nœux-Drocourt à Nœux-les-Mines sont inscrites aux monuments historiques[Z 53].
  - Les façades et les toitures de l'ancienne école comprenant deux bâtiments, le premier datant de 1895 et le second de 1930-1931, sont inscrits aux monuments historiques. Cette école fait partie des cités de la fosse no 2 des mines de Drocourt à Rouvroy[Z 54].

### 2011
- 8 novembre : le chevalement de la fosse no 5 des mines de Meurchin puis de Lens à Billy-Berclau, et son bâtiment d'extraction, en totalité, sont inscrits aux monuments historiques[Z 55].

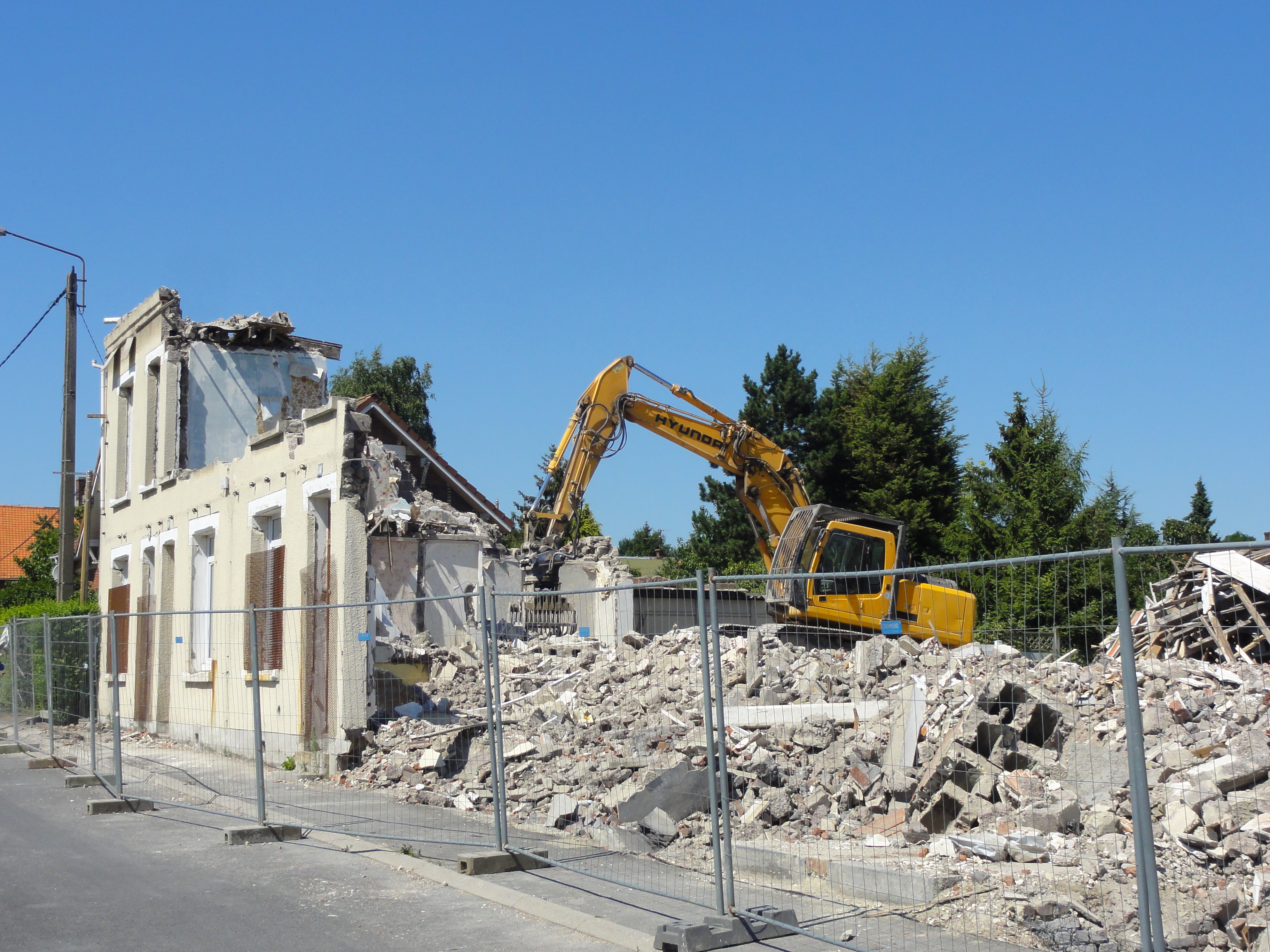
Un coron détruit à Lens.

### 2012
- 30 juin : 353 biens répartis sur 109 sites du bassin minier sont inscrits sur la liste patrimoine mondial de l'Unesco[1].
- 1er juillet : le festival Les Rutilants à la fosse no 9 - 9 bis des mines de Dourges à Oignies est l'occasion de fêter officieusement l'inscription de bassin minier[2].
- 6 juillet : l'inscription du bassin minier sur la liste du patrimoine mondial de l'Unesco est officiellement fêtée au stade Félix-Bollaert de Lens[3].
- juillet : un coron de vingt-six logements est détruit à Lens, malgré son inscription sur la liste du patrimoine mondial de l'Unesco[4].